# 백래시 (공학)

백래시

백래시(영어: Backlash)는 기계에 쓰이는 나사, 톱니바퀴 등의 서로 맞물려 운동하는 기계 장치 등에서 운동방향으로 일부러 만들어진 틈이다. 이 틈에 의해 나사와 톱니바퀴는 자유롭게 움직일 수 있다. 그러나 어떠한 방향으로 회전하던 것을 반대방향으로 회전시킬 때 어긋남과 충격이 일어날 수 있다. 밀링 머신 등 공작기계를 사용하여 가공을 할 때에는 공작기계가 가진 백래시를 고려하여 치수를 조정해야 한다.
또 백래시는 마모에 의해 늘어나기 때문에 진동이나 소음을 발생시키고 기계의 수명을 저하시키는 원인이 된다.

## 논 백래시
백래시는 필요악으로 취급되는 경우가 많으며, 백래시를 줄이기 위한(또는 없애기 위한) 여러 가지 방안이 고안되어 있다. 이러한 연구를 "논 백래시"나 "백래시리스"라고 한다.
- 나사의 경우 수나사의 일부를 잘라내 그것을 나사의 길이 방향으로 약간 움직여, 암나사의 본체와 잘라내는 부분과의 틈새를 조절함으로써 백래시를 없앨 수 있다.
- 기어의 경우 상대 톱니 바퀴에, 맞물리는 같은 형태, 같은 축의 기어를 용수철로 토크를 가해(예압(豫壓)을 주어) 백래시를 없앤다. 도요타의 하이메카 트윈 캠이라고 불리는 방식의 DOHC 엔진과 스바루의 EN07형 엔진의 슈퍼차저 DOHC 엔진( EN07X형)등에서는 가위를 본따 이 방식의 기어를 시저스 기어라고 부른다. 자동차용 엔진처럼 일정한 방향으로 회전하지 않는 경우에는 효과적인 방법이다.
- 토크 변동이 큰 구동 장치의 백래시 저감 방법으로서, 마츠다가 트랜스미션 등에 채용한 프릭션 기어가 있다. 주 기어보다 이가 1장 적은 얇은 기어를, 그 자체가 접시 스프링(영어: disc spring, coned disc spring, Belleville spring, Belleville washer)이 되도록 제작해 주기어에 눌러붙이는 형태로 세팅함으로써 그 사이의 마찰에 의해 토크 변동을 흡수하면서 백래시를 줄이는 방식으로, 회전 방향(토크가 걸리는 방향)과 상관없이 사용할 수 있는 것, 비용 면에서 유리한 것 등, 시저스 기어보다 나은 부분도 많다.
- 산쿄 제작소가 웜 휠의 이를 롤러로 바꾸어(동사에서는 터렛이라고 부른다), 웜 기어(마찬가지로 롤러 기어 캠)의 이의 산을 양쪽에서 롤러로 끼워 백래시를 없앤 "롤러 드라이브"를 제품화하고 있다. 각각은 선(線) 접촉이며, 소구경 롤러 기어 캠으로는 미끄러짐의 영향을 거의 고려할 필요가 없어 전달 효율도 높다. 산업용 로봇의 암 류에 있어 정지 위치 정확도 향상에 큰 효과가 있다.

## 같이 보기
- 이력 현상